# Ukliva-Strömer
Der Ukliva-Strömer (Telestes ukliva) ist eine Fischart aus der Familie der Karpfenfische. Er wurde 1843 von Johann Jakob Heckel als Leuciscus ukliva beschrieben und 1998 in die Gattung Telestes gestellt. Er wurde zwischen 1988 und 1997 für ausgestorben gehalten.

## Merkmale
Der Ukliva-Strömer erreicht eine Standardlänge von 100 mm und eine Maximallänge von 250 mm. Der Kopf ist klein und dick. Die Schnauzenspitze ist abgerundet oder stumpf. Die Nase ist gebogen und ragt über die Spitze der Oberlippe hervor. Auf dem Seitenlinienorgan befinden sich 58 bis 66 Schuppen. Oberhalb des Seitenlinienorgans ist ein auffälliges schwarzes Band zu erkennen. Die Rückenfärbung ist schwarzgrün. Die Flanken sind gelblich und der Bauch ist dunkelbraun gefärbt. Die Flossen sind an der Basis orange getönt. Es gibt zehn bis elf Dorsalstrahlen und zehn bis zwölf Analstrahlen. Die Anzahl der Kiemenreusen beträgt sechs bis acht.

## Vorkommen
Der Ukliva-Strömer ist im Abfluss des Cetina in Kroatien endemisch, einem langsam fließenden Gewässer im kroatischen Karstgebirge.

## Lebensweise
Über die Lebensweise des Ukliva-Strömers ist nichts bekannt.

## Status
Der Ukliva-Strömer wurde 2006 von der IUCN in die Kategorie „ausgestorben“ klassifiziert, nachdem er 1988 zuletzt nachgewiesen wurde. Nach einer Überprüfung von Exemplaren, die zuvor irrtümlich als Telestes muticellus identifiziert wurden, konnte die Art 1997 wiederentdeckt werden. Eine Gefährdung geht von Gewässerverschmutzung, Lebensraumzerstörung und die Konkurrenz mit faunenfremden Fischarten aus.